# Neudorf (Uplengen)
Neudorf ist ein Ortsteil der Gemeinde Uplengen im Landkreis Leer in Ostfriesland. Ortsvorsteherin ist Grete Broers. Die Gesamtgröße des Ortsgebietes beträgt neun Quadratkilometer.

## Geschichte
Erstmals wurde der Ort, der im Volksmund auch niederdeutsch „Riesbarg“ (Reisberg) genannt wird, im Jahre 1824 in Uplengener Kirchenbüchern erwähnt. Neudorf ist eine Kolonie, die am Südrand eines ehemals großen Erd-Hochmoor-Gebietes angelegt wurde. Reste dieses Moores stehen als Neudorfer Moor unter Naturschutz. Der Bau des Verbindungskanals zwischen Jümme und dem Ems-Jade-Kanal ab 1828 entwässerte große Teile des Gebietes, so dass diese besiedelt werden konnten. 30 Kolonate mit einer Größe von fünf bis sechseinhalb Diemat (etwa 300–390 Ar) standen dafür zur Verfügung. Die ersten Siedler lebten in aus Lehm gebauten Moorkaten, wie sie heute im Moormuseum Moordorf zu besichtigen sind, und gewannen durch das Abgraben von Torf weiteres Ackerland.
Nach dem Zweiten Weltkrieg hatte der Ort im Jahre 1946 insgesamt 322 Einwohner. Davon waren 103 Flüchtlinge (32 Prozent der Gesamtbevölkerung). Bis 1950 ging ihr Anteil auf 25,8 Prozent zurück. Im Jahre 2011 hatte der Ort 327 Einwohner, die sich auf 135 Haushalte verteilten.
Am 1. Januar 1973 wurde Neudorf in die neue Gemeinde Uplengen eingegliedert.

## Schutzgebiete
In der Nähe des Ortes befindet sich das Naturschutzgebiet Hollesand mit der höchsten natürlichen Erhebung auf dem ostfriesischen Festland, dem Kugelberg. Seine Höhe beträgt 18,6 Meter über Normalnull.